# Mascuragüi
Mascuragüi är en ort i Mexiko.   Den ligger i kommunen Álamos och delstaten Sonora, i den nordvästra delen av landet, 1 300 km nordväst om huvudstaden Mexico City. Mascuragüi ligger 249 meter över havet och antalet invånare är 108.
Terrängen runt Mascuragüi är kuperad. Runt Mascuragüi är det mycket glesbefolkat, med 3 invånare per kvadratkilometer. Närmaste större samhälle är Mochibampo, 18,0 km norr om Mascuragüi. I omgivningarna runt Mascuragüi växer i huvudsak lövfällande lövskog.